# Ficus macrostyla
Ficus macrostyla är en mullbärsväxtart som beskrevs av Edred John Henry Corner. Ficus macrostyla ingår i släktet fikonsläktet, och familjen mullbärsväxter. Inga underarter finns listade i Catalogue of Life.